# ばんえい十勝オッズパーク杯
ばんえい十勝オッズパーク杯（ばんえいとかちオッズパークはい）は、帯広市が帯広競馬場で開催するばんえい競馬の重賞競走である。

## 概要
新年度最初に行われ、開幕を飾る重賞競走として2007年度より新設された。冬季に長期休催していた以前のばんえい競馬では新年度最初の重賞競走が5月下旬-6月上旬と遅く、4月は特別競走しか編成されていなかったが、通年開催の実施に伴い開幕直後の4月にも重賞競走を施行するようになった。
出走する馬の選抜基準は、通常では過去3年間の収得賞金順であるのに対し、本競走では前年度の収得賞金順となっている。
企業名を冠したばんえい競馬の重賞競走は、2014年度現在本競走のみとなっている（サブタイトルは除く）。過去には「ホクレン賞」という名称の重賞競走も行われていたが、2006年度（2007年）を最後に廃止された。
第18回（2024年）終了時点の最多優勝はカネサブラックで、創設からの3連覇を含む4勝を挙げている。

### 重量・賞金等（2024年）
重量
別定4。オープン馬720kgで、1重量格毎に10kg加減。
賞金額
1着200万円、2着76万円、3着44万円、4着24万円、5着16万円。

## 歴代優勝馬
| 回数   | 施行日        | 開催地 | 天候 | 馬場 水分 | 優勝馬             | 性齢 | ばんえい 重量 | タイム | 優勝騎手   | 管理調教師 |
| ------ | ------------- | ------ | ---- | --------- | ------------------ | ---- | ------------- | ------ | ---------- | ---------- |
| 第1回  | 2007年4月30日 | 帯広   | 晴   | 0.7%      | カネサブラック     | 牡5  | 740           | 2:31.7 | 鈴木勝堤   | 村上慎一   |
| 第2回  | 2008年4月27日 | 帯広   | 曇   | 5.4%      | カネサブラック     | 牡6  | 720           | 1:32.5 | 松田道明   | 松井浩文   |
| 第3回  | 2009年4月26日 | 帯広   | 雪   | 8.8%      | カネサブラック     | 牡7  | 720           | 1:13.1 | 松田道明   | 松井浩文   |
| 第4回  | 2010年4月25日 | 帯広   | 曇   | 1.3%      | ナカゼンスピード   | 牡7  | 690           | 1:50.3 | 藤野俊一   | 岩本利春   |
| 第5回  | 2011年4月17日 | 帯広   | 晴   | 2.6%      | カネサブラック     | 牡9  | 720           | 1:45.3 | 松田道明   | 松井浩文   |
| 第6回  | 2012年4月29日 | 帯広   | 晴   | 2.4%      | ホッカイヒカル     | 牡8  | 710           | 1:58.2 | 阿部武臣   | 坂本東一   |
| 第7回  | 2013年4月28日 | 帯広   | 曇   | 2.0%      | キタノタイショウ   | 牡7  | 720           | 2:09.5 | 大河原和雄 | 服部義幸   |
| 第8回  | 2014年4月27日 | 帯広   | 晴   | 0.8%      | キタノタイショウ   | 牡8  | 720           | 1:53.2 | 大河原和雄 | 服部義幸   |
| 第9回  | 2015年4月26日 | 帯広   | 晴   | 1.4%      | オレノココロ       | 牡5  | 720           | 2:07.4 | 鈴木恵介   | 槻舘重人   |
| 第10回 | 2016年5月1日  | 帯広   | 曇   | 2.6%      | オレノココロ       | 牡6  | 720           | 1:42.2 | 阿部武臣   | 槻舘重人   |
| 第11回 | 2017年4月30日 | 帯広   | 晴   | 1.2%      | コウシュハウンカイ | 牡7  | 720           | 1:48.1 | 藤本匠     | 松井浩文   |
| 第12回 | 2018年4月29日 | 帯広   | 晴   | 0.9%      | コウシュハウンカイ | 牡8  | 720           | 1:51.3 | 藤本匠     | 松井浩文   |
| 第13回 | 2019年5月5日  | 帯広   | 晴   | 1.1%      | オレノココロ       | 牡9  | 720           | 1:58.8 | 鈴木恵介   | 槻舘重人   |
| 第14回 | 2020年5月3日  | 帯広   | 晴   | 0.8%      | コウシュハウンカイ | 牡10 | 720           | 1:57.9 | 藤本匠     | 松井浩文   |
| 第15回 | 2021年5月2日  | 帯広   | 曇   | 2.2%      | アオノブラック     | 牡5  | 720           | 1:47.5 | 藤野俊一   | 金田勇     |
| 第16回 | 2022年5月1日  | 帯広   | 小雨 | 1.0%      | アオノブラック     | 牡6  | 720           | 1:30.4 | 藤野俊一   | 金田勇     |
| 第17回 | 2023年4月30日 | 帯広   | 晴   | 1.9%      | インビクタ         | 牡7  | 720           | 1:48.6 | 島津新     | 松井浩文   |
| 第18回 | 2024年4月28日 | 帯広   | 曇   | 1.4%      | メムロボブサップ   | 牡8  | 720           | 1:44.9 | 阿部武臣   | 坂本東一   |
| 第19回 | 2025年5月18日 | 帯広   | 曇   | 1.7%      | コマサンエース     | 牡9  | 720           | 1:42.7 | 金田利貴   | 金田勇     |

### 各回競走結果の出典
- ばんえい十勝オッズパーク杯 歴代優勝馬（地方競馬全国協会）